# Russisch-Nederlandse betrekkingen
De betrekkingen tussen Rusland en Nederland  gaan terug tot 1697 toen Peter de Grote Nederland bezocht tijdens zijn reis door West-Europa.

## Landenvergelijking
|                 | Rusland                 | Koninkrijk der Nederlanden                                                                                               |
| --------------- | ----------------------- | --- |
| Bevolking       | 141.722.205 (2020)      | 17.595.017 (2020) |
| Oppervlakte     | 17.098.246 km²          | 42.201 km² |
| Dichtheid       | 8,3/km² (2020)          | 416,9/km² (2020) |
| Hoofdstad       | Moskou                  | Amsterdam |
| Regeringsvorm   | Federale Republiek      | Constitutionele monarchie - Parlementaire democratie                                                                     |
| Officiële talen | Russisch                | Nederlands, Fries, Papiaments, Engels                                                                                    |
| Religie         | Russisch-orthodoxe Kerk | 27,0% Rooms-katholiek, 15,7% Protestant, 1,0% overig christelijk, 5,7% Islam, 2,3% overige religies, 48,2% geen gezindte |

## Diplomatieke missies
Rusland heeft een ambassade in Den Haag. Nederland heeft een ambassade in Moskou en een consulaat in Sint-Petersburg en Joezjno-Sachalinsk.